# Wyroki na Jezusa
Wyroki na Jezusa – grupa apokryfów z cyklu Piłata, stylizowanych na pisma urzędowe zatwierdzające ukrzyżowanie Jezusa Chrystusa.

## Wyrok Piłata
Wyrok Piłata (Wyrok na Jezusa, który wydał Poncjusz Piłat przeciw Panu naszemu, Chrystusowi) powstał w języku starowłoskim z naleciałościami hiszpańskimi. Apokryf miał zostać odkryty w 1580 roku. Już rok później prawnik C. Borello, zatrudniony na zlecenie biskupa Nocera dei Pagani, wypowiedział się negatywnie co do autentyczności dokumentu. W 1786 utwór został przetłumaczony na język hiszpański.
Według apokryfu wyrok został sporządzony w języku hebrajskim. Według raportującego Piłata Jezus był buntownikiem przeciwko prawu żydowskiemu i przeciwko cesarzowi. Zarzucił mu wzniecanie niepokojów, odmawianie płacenia podatków i wjazd do Jerozolimy. Z tego powodu wydał wyrok śmierci poprzez ukrzyżowanie, poprzedzone związaniem, ubiczowaniem, ukoronowaniem cierniem i niesieniem krzyża na Kalwarię wraz z dwoma złoczyńcami. Na krzyżu zasądził także umieszczenie napisu w trzech językach z podaniem winy.

## Wyroki Kajfasza i Piłata
Są to dwa teksty pochodzące prawdopodobnie z XV wieku. W Wyroku Kajfasza arcykapłan opisał sprawę Jezusa, który podawał się za Syna Bożego, co zostało potwierdzone przez dwóch świadków. Za to przestępstwo, po naradzie, stwierdził winę Jezusa i osądził przekazanie podsądnego Piłatowi i skazanie go na śmierć bez możliwości odwołania. Piłat w swoim raporcie wydał wyrok ukrzyżowania na Kalwarii wraz z dwoma przestępcami, zasądzając także podanie winy na krzyżu.
Apokryficzne wyroki na Jezusa nie mają żadnej wartości historycznej, a zawarta w nich chronologia jest kompletnie niewiarygodna.